# BattleBlock Theater
BattleBlock Theater je plošinová komediální hra, kterou vytvořilo studio The Behemoth. Hra je dostupná na platformách Xbox 360, Microsoft Windows, Linux a OS X.

## Princip hry
Hra obsahuje více než 100 úrovní (levelů). V každém levelu se nachází 6-7 drahokamů a bonusové klubíčko, které hráč může sebrat, ale pro dohrání levelu stačí pouze tři drahokamy. Ve hře je také dostupný obchod, kde si hráč může upravit vzhled postavičky nebo koupit nové zbraně proti nepřátelům. Hra také nabízí vlastní editor levelů.
Celá hra je stylizována do prostředí divadla. Postavy v cut-scénách jsou vyobrazeny jako papírové loutky.